# London Hard Court Championships
Il London Hard Court Championships è un torneo professionistico di tennis giocato su campi in terra rossa. Nel 1971 ha fatto parte del Women's International Grand Prix. Si giocava annualmente nell'Hurlingham Club di Londra in Gran Bretagna.

## Albo d'oro

### Singolare
| Anno | Campione             | Finalista      | Punteggio |
| ---- | -------------------- | -------------- | --------- |
| 1971 | Margaret Smith-Court | Françoise Dürr | 6-0 6-3   |

### Doppio
| Anno | Campioni                      | Finalisti                                    | Punteggio |
| ---- | ----------------------------- | -------------------------------------------- | --------- |
| 1971 | Rosie Casals Billie Jean King | Margaret Smith-Court Evonne Goolagong Cawley | 6-1 6-4   |